# Cheeese
Cheeese – Reingefallen! ist eine Unterhaltungssendung mit versteckter Kamera bei Nickelodeon, die ab dem 13. August 2012 auf Nickelodeon in den Niederlanden, Belgien, Dänemark, Schweden und der Schweiz ausgestrahlt wurde. Später startete die Sendung auch auf Nickelodeon in Norwegen und Polen. Vom 13. August 2012 bis zum 15. November 2012 lief sie zudem auf Nickelodeon Österreich und Nickelodeon Deutschland und wurde dort mit Beginn der zweiten Staffel ab dem 13. Mai 2013 wieder ausgestrahlt.

## Moderation
Die Moderation wird für jedes Land von einem dort bekannten Moderator bzw. einer dort bekannten Moderatorin übernommen.

### Deutschland und Österreich

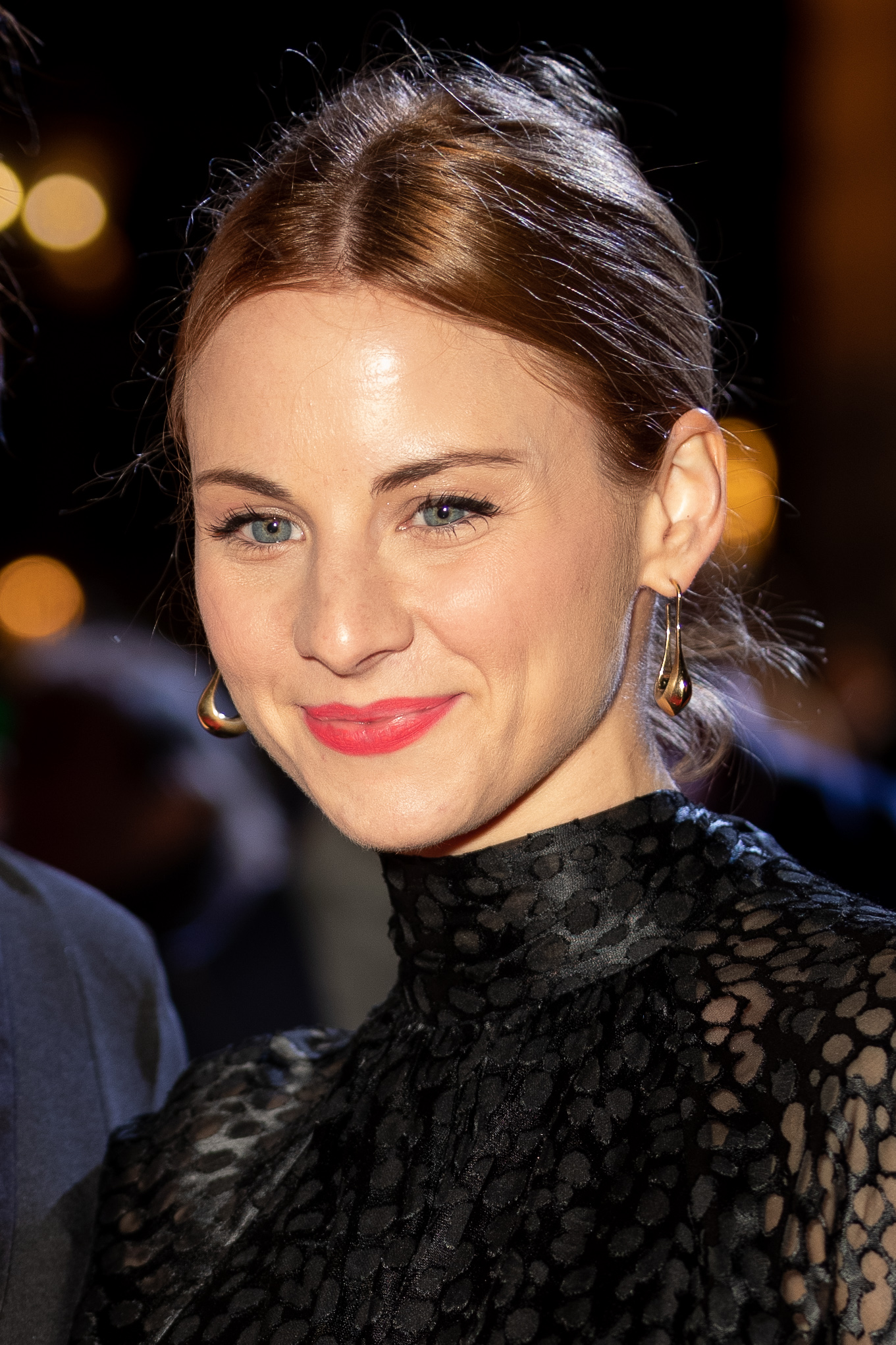
Moderatorin Julia Schäfle, inzwischen als Julia E. Lenska bekannt

In Deutschland und Österreich moderierte Franziska Alber die erste Staffel. Sie stand für Nickelodeon bereits für Das Haus Anubis und den Kinofilm Das Haus Anubis – Pfad der 7 Sünden als Delia Seefeld als auch bei Nickelodeon Kids’ Choice Awards 2011 als Moderatorin vor der Kamera.
Mit Beginn der zweiten Staffel setzte man in Deutschland und Österreich auf eine abwechselnde Moderation. Patrick Baehr und Julia Schäfle, die durch den Auftritt als Tom Kepler und Liv Sonntag in Hotel 13 den Nickelodeon-Zuschauern bekannt wurden, moderieren abwechselnd durch die Sendung. Für Nickelodeon moderierte Schäfle zuvor schon den deutschsprachigen Teil der Nickelodeon Kids’ Choice Awards 2013.

### Schweiz
Im Gegensatz zu Deutschland und Österreich entschied man sich in der Schweiz für Roman Aebischer, einen Moderator von Nickelodeon Schweiz. Zusammen mit Franziska Alber und Florian Prokop stand auch er für Nickelodeon bei den Kids’ Choice Awards 2011 und 2012 als Moderator vor der Kamera.

### Niederlande

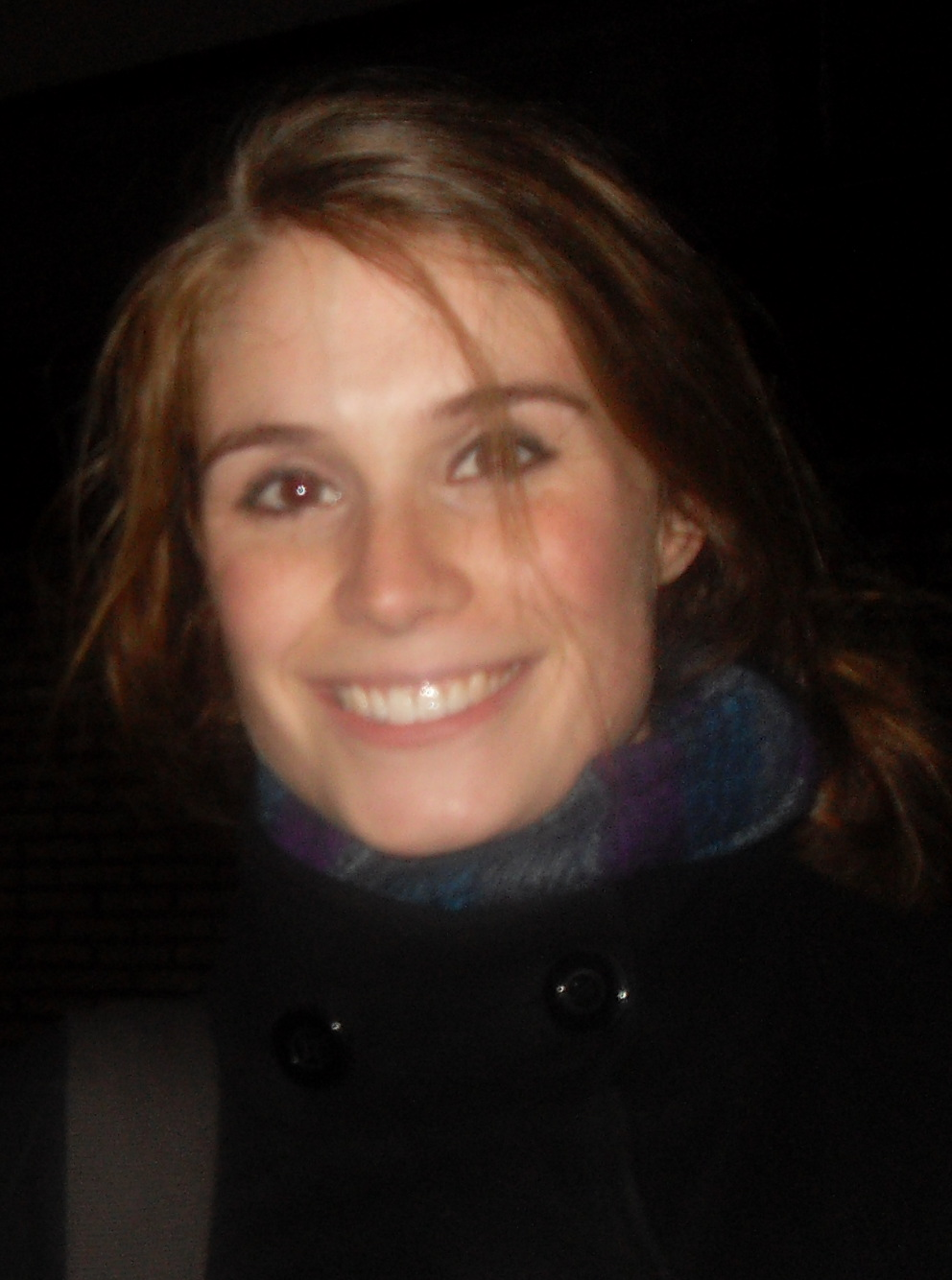
Moderatorin Loek Beernink

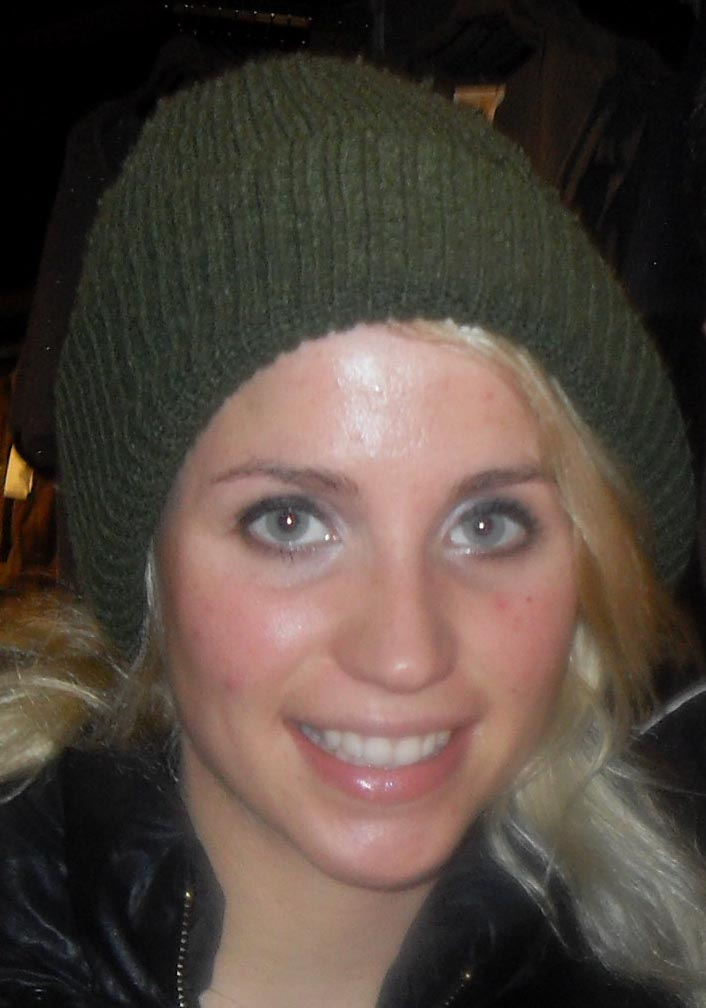
Moderatorin Iris Hesseling

In den Niederlanden setzte man auf verschiedene Moderatoren. So waren Bart Boonstra, Iris Hesseling, Loek Beernink und Patrick Martens in dieser Funktion tätig. Martens ist vor allem durch seine Rolle Mike Bosboom in der niederländischen Daily-Soap ZOOP bekannt, aber auch durch seine langjährige Moderation auf Nickelodeon. Ebenfalls durch seine Moderation auf Nickelodeon bekannt ist Boonstra. Sowohl Hesseling als Beernink wirkten in der Nickelodeon-Serie Het Huis Anubis als Hauptrollen (Amber Rosenbergh bzw. Nienke Martens) mit. Hesseling ist darüber hinaus auch als Moderatorin in anderen Nickelodeon-Formaten zu sehen.

### Belgien
In Belgien übernahm Grietje Vanderheijden die Moderation. Den belgischen Zuschauern ist sie vor allem durch Auftritte in verschiedenen Serien bekannt; eine Serie wurde unter anderem auf Ketnet ausgestrahlt. Schon während ihres Studiums spielte sie in zahlreichen Musicals mit.

### Dänemark
In Dänemark wurde das Format von Christine Milton präsentiert. Sie ist eigentlich Sängerin und hatte zuvor nicht für Nickelodeon gearbeitet.

### Schweden
In Schweden wurde Cheeese von Zillah & Totte (Zillah und ihrer Schimpansenpuppe Totte) moderiert. Sie ist vor allem als Bauchrednerin bekannt und trat mit Totte erstmals 2007 bei Sweden’s Got Talent auf.

### Polen
In Polen moderierte der dort bekannte Schauspieler Maciej Musiał die Sendung. Er spielte in unzähligen Serien, Filmen und Theaterstücken mit und moderierte auch schon für das polnische Fernsehen.

## Clips
Die Clips der Sendung wurden nicht eigens für Nickelodeon produziert, sondern stammen von der kanadischen Unterhaltungsshow Just for Laughs – Die Lachattacke, die seit 2000 besteht. Bis heute wurden über 3.000 Episoden produziert. In Deutschland wurde die Sendung vom 12. September 2005 bis 2. Juni 2006 auf NICK Comedy und vom 15. Januar 2007 bis 31. März 2008 erneut auf Comedy Central ausgestrahlt. Ab dem 8. Dezember 2012 war auch Das Erste mit den Originalclips auf Sendung. Darüber hinaus erfreuen sich die Clips Beliebtheit auf dem eigenen YouTube-Kanal und auf anderen Übertragungswegen (z. B. Flugzeugen, Flughäfen usw.).

## Trivia
In den Niederlanden und in Belgien gab es bereits ein ähnliches Format, das Gefopt! hieß und von Patrick Martens in den Niederlanden und von Grietje Vanderheijden in Belgien moderiert wurde. Im Gegensatz zu Cheeese wurden die Clips eigens für Nickelodeon in beiden Ländern produziert. Die Längen der beiden Formate unterscheiden sich dabei: Während eine Episode von Cheeese in etwa 11 Minuten lang ist, gab es bei Gefopt! zwei Varianten, eine kurze (10 Minuten) und eine lange (25 Minuten).

## Ausstrahlung

Logo des Fernsehsenders Nickelodeon, auf dem die Ausstrahlung erfolgte

Die Ausstrahlung begann in allen Ländern, in denen die Sendung zu sehen ist (mit Ausnahme von Norwegen und Polen), am 13. August 2012 auf Nickelodeon. Lediglich die Sendezeiten variieren. Vom 29. September 2012 bis 11. November 2012 war Cheeese darüber hinaus in Deutschland und Österreich auch am Samstag und Sonntag um 20:00 zu sehen.
| Land / Länder           | Erstausstrahlung | Sendezeit |
| ----------------------- | ---------------- | --------- |
| Belgien                 | 13. August 2012  | 18:30 Uhr |
| Belgien                 | 13. August 2012  | 20:45 Uhr |
| Dänemark                | 13. August 2012  | 18:55 Uhr |
| Deutschland, Österreich | 13. August 2012  | 20:00 Uhr |
| Deutschland, Österreich | 13. August 2012  | 16:30 Uhr |
| Deutschland, Österreich | 13. August 2012  | 14:30 Uhr |
| Niederlande             | 13. August 2012  | 19:15 Uhr |
| Norwegen                |                  | 20:35 Uhr |
| Polen                   |                  | 21:50 Uhr |
| Schweden                | 13. August 2012  | 18:45 Uhr |
| Schweden                | 13. August 2012  | 12:15 Uhr |
| Schweiz                 | 13. August 2012  | 20:00 Uhr |
| Schweiz                 | 13. August 2012  | 12:00 Uhr |

1. ↑  Erste Sendezeit
2. ↑  Zweite Sendezeit (Stand: April 2013)
3. ↑  Bis 21. September 2012, Vom 29. September 2012 bis zum 11. November 2012 (samstags und sonntags)
4. ↑  Vom 24. September 2012 bis zum 15. November 2012 (montags bis freitags)
5. ↑  Ab dem 13. Mai 2013 (montags bis freitags)
6. ↑  Bis Mitte Oktober 2012
7. ↑  Ab Mitte Oktober 2012
8. ↑  Bis Ende 2012
9. ↑  Ab Ende 2012

## Weitere Aktionen zu Cheeese

### Lieblingsclip
Ab dem 17. September 2012 wurden die Zuschauer von Nickelodeon aufgerufen, in allen ausstrahlenden Ländern für ihren Lieblingsclip online auf der jeweiligen Internetseite von Nickelodeon zu votieren. Dabei standen folgende acht Clips zur Verfügung:
- Mann versteckt sich in Torte und erschreckt Passanten
- Passanten lassen unfreiwillig den Fernseher einer alten Frau explodieren
- Tankwart wird mit Druckluft aufgeblasen
- Hund fährt Lieferwagen
- Mann im Fernseher niest, Passanten bekommen Wasser ab
- Polizist ärgert Passanten mit dem „Du-hast-da-einen-Fleck“-Trick
- Assistent tauscht im Wartezimmer Stinktierhut gegen ein echtes Stinktier aus
- Mann telefoniert mit Schuhtelefon.

### Dein Cheeese-Clip
Vor Beginn der zweiten Staffel rief man die Zuschauer von Nickelodeon auf deren Internetseiten dazu auf, eigene Clips einzusenden. Die Videos sollten eine Länge von 10 – 45 Sekunden haben und entweder das Talent des Einsenders, das lustige Haustier, eine Panne aus dem Leben oder einen Streich zeigen. Diese wurden immer am Ende der Sendung gezeigt.